# Nannacara quadrispinae
Nannacara quadrispinae és una espècie de peix de la família dels cíclids i de l'ordre dels perciformes.

## Hàbitat
Viu en zones de clima tropical.

## Distribució geogràfica
Es troba a Sud-amèrica: delta del riu Orinoco a Veneçuela.